# إريفيلتو إميليانو دا سيلفا
إريفيلتو إميليانو دا سيلفا (بالبرتغالية: Erivelto Emiliano da Silva‏) المعروف باسم إريفيلتو (ولد في 1 أكتوبر 1988) هو لاعب كرة قدم برازيلي الذي يلعب حاليا في نادي أرمي يونايتد التايلندي.